# Stilbina hypaenides
Stilbina hypaenides là một loài bướm đêm trong họ Noctuidae.